# 莫爾迪

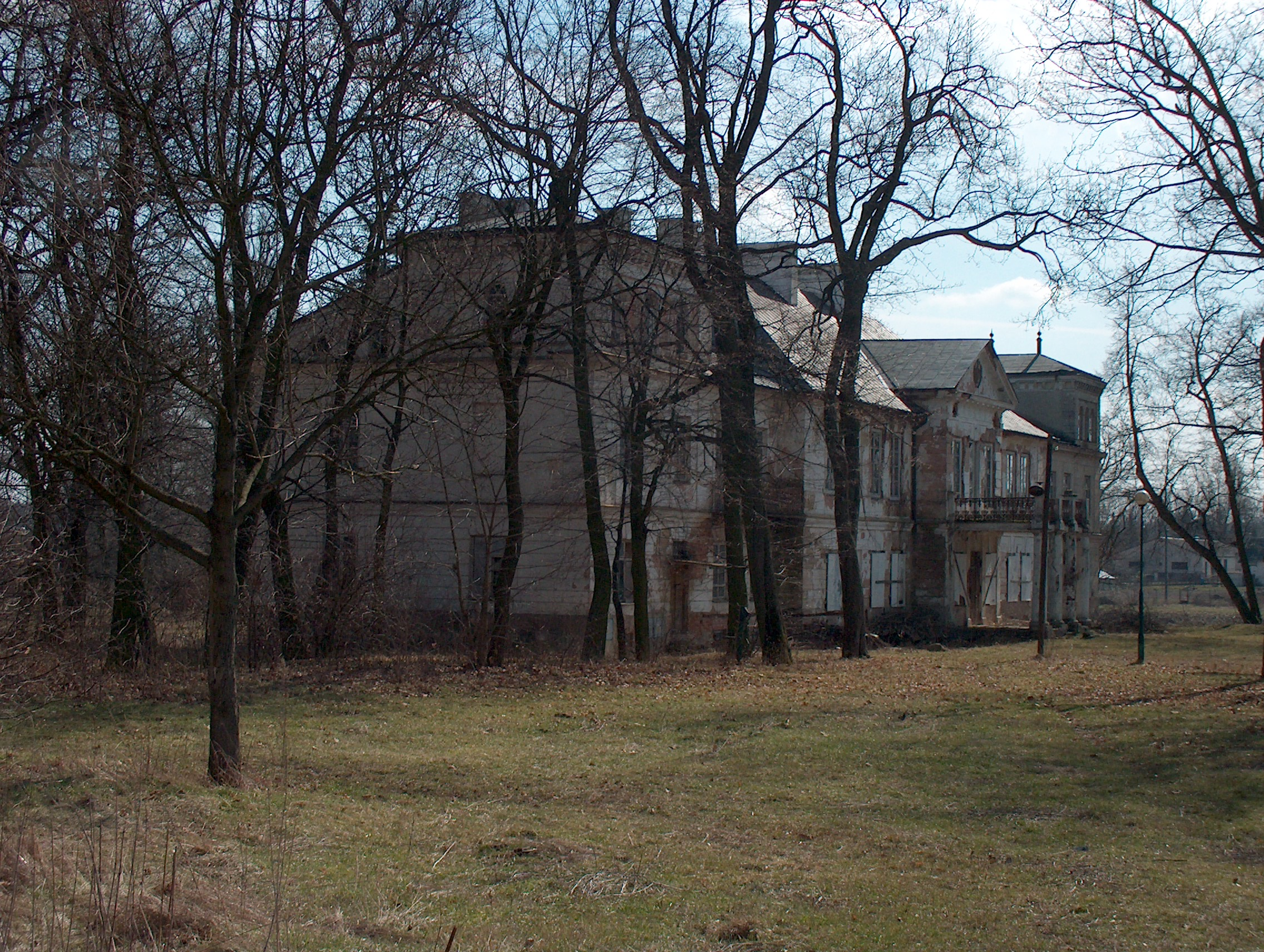

莫爾迪是波蘭的城鎮，位於該國東部，距離謝德爾采19公里，由馬佐夫舍省負責管轄，始建於十五世紀，面積4.54平方公里，鎮上的皇宮建於1717年，2006年人口1,840。
52°13′N 22°31′E / 52.217°N 22.517°E

## 外部連結
- Jewish Community in Mordy （页面存档备份，存于） on Virtual Shtetl